# Roland Königshofer
Roland Königshofer (Neunkirchen, Baixa Àustria, 24 d'octubre de 1962) va ser un ciclista austríac que s'especialitzà en el mig fons darrere motocicleta. Va guanyar deus medalles als Campionats del món d'aquesta especialitat, tres d'elles d'or.
El seu germà Thomas també competí en mig fons.

## Palmarès en pista
- 1989
  -  Campió del món de mig fons amateur
- 1990
  -  Campió del món de mig fons amateur
- 1991
  -  Campió del món de mig fons amateur

## Palmarès en ruta
- 1986
  - 1r a la Volta a Grècia